# Pipemidinsav
A pipemidinsav halványsárga vagy sárga kristályos por. Vízben alig oldódik, híg sav vagy alkáli-hidroxid hatására bomlik. Fénytől védve kell tárolni.
Kinolon-típusú antibiotikum húgyúti fertőzések ellen. A tulajdonságai a nalidixsavéhoz hasonlóak, de bizonyos baktériumok (pl. a Pseudomonas aeruginosa) ellen hatásosabb. Szokásos adagja 400 mg naponta kétszer, szájon át.
Porphyriában szenvedő betegek számára ellenjavallt.

## Készítmények[1]
Magyarországon is kapható készítmények:
- Deblaston
- Galusan
- Nuril
- Urisan
- Uropipedil

Nemzetközi készítmények:
- Acipem (Caber)
- Anurin (Abbott)
- Balurol (Baldacci)
- Biopim (Kemyos)
- Biosoviran (Bioprogress)
- Cistomid (Uno)
- Deblaston (Madaus)
- Dicofarm (Continentales)
- Diperpen (Francia)
- Dolcol (Dainippon)
- Elofuran (Elofar)
- Faremid (Lafare)
- Filtrax (Ipso)
- Finuret (Bernabo)
- Fustermid (Fustery)
- Impresial (Zambon)
- Memento (Merck)
- Nupra (Grunenthal)
- Palin (Lek)
- Pimidel (Krka)
- Pipeacid (Del saz & filippini)
- Pipedac Teofarma)
- Pipedase (Logifarm)
- Pipedic (Pharmasant)
- Pipefort (Lampugnani)
- Pipemid (Visufarma)
- Pipemidol (Quimica y farmacia)
- Pipram Sanofi-aventis)
- Pipram Aventis, Rhône-Poulenc Rorer)
- Pipurin (Ncsn)
- Pipurol (Zambon)
- Priper (Ivax)
- Pro-Uro (Ghimas)
- Purid (Sanofi-aventis)
- Septidron (Aventis)
- Solupemid (Recordati)
- Tractur (Damor)
- Uribac (Precimex)
- Uriken (Kener)
- Urinter (Interbat)
- Uripiser (Serral)
- Urixin (Abbott)
- Urmidin (Ofimex)
- Urodene (Off)
- Urogal (Galen)
- Urolin (Polfa grodzisk)
- Uronovag (Novag)
- Uropalin (Chimpharm SANTO)
- Uropimid (Ct)
- Uropimide (Rider)
- Uropipemid (Af)
- Urosan (Agips)
- Urosetic (Finmedical)
- Urosten (Glaxo allen)
- Urotal (Lemery)
- Urotractin (Sanbe)
- Urotractin (Teofarma)
- Urotractin (Eurodrug)
- Uroval (Firma)
- Uroxina (Farmalab)
- Utrex (Sandoz)

## Fordítás
Ez a szócikk részben vagy egészben  a   Pipemidic acid című angol Wikipédia-szócikk fordításán alapul.  Az eredeti cikk szerkesztőit annak laptörténete sorolja fel. Ez a jelzés csupán a megfogalmazás eredetét és a szerzői jogokat jelzi, nem szolgál a cikkben szereplő információk forrásmegjelöléseként.